# Rue Monge
Rue Monge (Mongeova ulice) je ulice v Paříži. Nachází se v 5. obvodu.

## Poloha
Ulice vede od křižovatky s Boulevard Saint-Germain a Rue de la Montagne-Sainte-Geneviève a končí u Avenue des Gobelins a Rue de Bazeilles. Ulice je orientována ze severu na jih. Směrem na sever pokračuje ulice Rue Lagrange.

## Historie
O vzniku ulice bylo rozhodnuto v roce 1859 a roku 1860 byla vyměřena, přičemž zabrala část ulice Rue Saint-Victor. V roce 1869 byly při stavebních pracích objeveny pozůstatky římské arény. Ulice byla pojmenována 2. března 1864 na počest Gasparda Monga (1746-1818), francouzského matematika a zakladatele École Polytechnique.

## Významné stavby
- V domě č. 6 žil Alfred Borrel (1836-1927), sochař a rytec
- V domě č. 14 se nachází pekařství, jehož průčelí je chráněno jako historická památka[1]
- Do domu č. 31 se v roce 1880 nastěhovala rodina Romaina Rollanda
- V domě č. 49 se nachází vstup do Arènes de Lutèce